# Словенска попевка
„Словѐнска попѐвка“ (на словенски: Slovenska popevka) е словенски музикален фестивал, провеждан ежегодно от 1962 до 1983 г. и възстановен през 1998 г., като оттогава не се състои само през 2015 и 2020 г. През втората половина на XX век се нарежда сред най-значимите музикални събития в бивша Югославия наред с Опатийския, Сплитския, Загребския и Скопския фестивал, „Белградска пролет“, „Вашият шлагер на сезона“ (Сараево) и други.
Най-нашумял е през 60-те и 70-те години – т.нар. златно време на словенската песен, наричана „попевка“. На мероприятието се изявяват най-значимите словенски изпълнители от това време – Маряна Държай, Елда Вилер, Майда Сепе, Едвин Флисер, Ладо Лесковар, Ото Пестнър и много други, чиито песни през годините се превръщат в евъргрийни на словенската музика. За изпълнителите от това поколение пишат песни най-изявените композитори (Моймир Сепе, Юре Робежник, Ати Сос, Йоже Прившек и др.) и текстописци (Елза Будау, Бранко Шомен, Душан Велкавърх, Грегор Стърниша и др.).
През годините фестивалът променя името си няколко пъти. От създаването си до 1977 г. се нарича „Словенска попевка“, от 1978 до 1982 г. – „Дни на словенската забавна музика“ (на словенски: Dnevi slovenske zabavne glasbe), а изданието през 1983 г. се нарича „Словенска поп музика – поп-рок Любляна '83“. След възобновяването си от 1998 г. до 2015 г. отново носи първоначалното си име, а от 2016 г. се казва само „Попевка“.

## История

### 1962 – 1983 г.
Повечето издания на фестивала преди 15-годишното му прекъсване се провеждат в две или три вечери. По правилник песните на първите издания се изпълняват от двама различни изпълнители в две версии (наричани „алтернации“, тоест редувания) с различен аранжимент, като накрая се гласува за самата песен независимо от изпълнителя. Някои се представят с по няколко песни.
Първото издание е организирано от актьора и продуцент Матия Барл във Фестивалната зала в град Блед. Печели песента Mandolina („Мандолина“), изпълнена поотделно от Стане Манчини и Бети Юркович.
През първите си години фестивалът е предназначен само за местни изпълнители, пеещи на словенски, а от 1969 до 1983 г. добива международно естество, като в надпреварата се включват и чуждестранни гости. Сред тях има и българско участие – на 21-вото издание, провело се на 4 и 5 юни 1982 г., сред гостите се нарежда Камелия Тодорова, която печели III награда на международното жури за изпълнение на песен от словенски автор наравно с италианката Росела Каприоли.
През 80-те години интересът към събитието започва да намалява и последното издание се състои през 1983 г. На него участва и ирландецът Джони Лоугън, известен с двете си победи на песенния конкурс на „Евровизия“. Следват 15 години прекъсване.

### Възобновяване през 1998 г.
През 1998 г. Словенското радио и телевизия (РТВ Словения) възобновява фестивала след 15-те години прекъсване. Провежда се в двора на Люблянския замък.
През 2012 г. се отбелязват 50 години от създаването на мероприятието.
През 2015 г. фестивалът не се провежда за първи път от възобновяването си. В продължение на две години протича в рамките на тридневното събитие „Дни на словенската забавна музика“, по време на който освен избора за най-добра попевка се провежда и изборът за най-добра поп-рок песен.
От 2018 г. започва да се казва само „Попевка“ и на нея песните се изпълняват от съпровождащ оркестър или бенд.
През 2020 г. фестивалът не се провежда поради пандемията от COVID-19.

## Място на провеждане
През годините фестивалът се провежда на различни места. Най-често е в Любляна, но няколко издания се състоят в градовете Блед и Целе:
- Фестивална зала в Блед (1962 и 1963 г.)
- Икономически изложбен център в Любляна (1964, 1967 и 2017 г.)
- Зала „Тиволи“ в Любляна (от 1965 г. до 1976 г. и 1979 г.)
- Зала „Головец“ в Целе (1977 и 1978 г.)
- Цанкарев дом в Любляна (1980 – 1982 и 2007 г.)
- Манастирски комплекс „Крижанке“ в Любляна (1983, 2003 – 2006, 2008 и 2014 г.)
- Люблянски замък (1998 – 2002 г.)
- Люблянска опера (2012 г.)
- Студио 1 на Словенското радио и телевизия в Любляна (2009 – 2011, 2013, 2016, 2018 – 2023 г.)

- Зала „Тиволи“ през 1966 г.
- Люблянската опера през 2017 г.
- Откритият театър на „Крижанке“ през 2005 г.
- Зала „Галус“ в Цанкаревия дом през 2019 г.
- Дворът на Люблянския замък през 2019 г.

## Победители
| Издание                                                             | Година | Дата                 | Песен                                                                 | Изпълнител                  | Награда                            | Място                                     |
| ------------------------------------------------------------------- | ------ | -------------------- | --------------------------------------------------------------------- | --------------------------- | ---------------------------------- | ----------------------------------------- |
| 1-во                                                                | 1962   | 10, 11 и 12 май      | Mandolina („Мандолина“)                                               | Стане Манчини               | на журито и публиката              | Бледска фестивална зала                   |
| 1-во                                                                | 1962   | 10, 11 и 12 май      | Mandolina („Мандолина“)                                               | Бети Юркович                | на журито и публиката              | Бледска фестивална зала                   |
| 2-ро                                                                | 1963   | 4, 5 и 6 юли         | Orion („Орион“)                                                       | Маряна Държай               | на журито                          | Бледска фестивална зала                   |
| 2-ро                                                                | 1963   | 4, 5 и 6 юли         | Orion („Орион“)                                                       | Катя Левстик                | на журито                          | Бледска фестивална зала                   |
| 2-ро                                                                | 1963   | 4, 5 и 6 юли         | Malokdaj se srečava („Рядко се срещаме“)                              | Бети Юркович                | на публиката                       | Бледска фестивална зала                   |
| 2-ро                                                                | 1963   | 4, 5 и 6 юли         | Malokdaj se srečava („Рядко се срещаме“)                              | Ладо Лесковар               | на публиката                       | Бледска фестивална зала                   |
| 3-то                                                                | 1964   | 21, 22 и 23 май      | Poletna noč („Лятна нощ“)                                             | Бети Юркович                | на публиката                       | Зала „А“ на Икономическия изложбен център |
| 3-то                                                                | 1964   | 21, 22 и 23 май      | Poletna noč („Лятна нощ“)                                             | Маряна Държай               | на публиката                       | Зала „А“ на Икономическия изложбен център |
| 4-то                                                                | 1965   | 8 юни                | Šel si mimo („Мина покрай мен“)                                       | Ирена Кохонт                | на журито                          | Зала „Тиволи“                             |
| 5-о                                                                 | 1966   | 11 юни               | Ples oblakov („Танцът на облаците“)                                   | Маряна Държай               | на журито                          | Зала „Тиволи“                             |
| 6-о                                                                 | 1967   | 9 юни                | Vzameš me v roke („Взимаш ме в прегръдката си“)                       | Елда Вилер                  | на журито                          | Зала „А“ на Икономическия изложбен център |
| 7-о                                                                 | 1968   | 14 юни               | Presenečenja („Изненади“)                                             | „Беле вране“                | на журито и публиката              | Зала „Тиволи“                             |
| 7-о                                                                 | 1968   | 14 юни               | Presenečenja („Изненади“)                                             | Бор Гостиша                 | на журито и публиката              | Зала „Тиволи“                             |
| 8-о                                                                 | 1969   | 12 и 13 юни          | Zakaj tvoj dom, zakaj moj dom („Защо твоят дом, защо моят дом“)       | Йожица Свете                | на журито                          | Зала „Тиволи“                             |
| 8-о                                                                 | 1969   | 12 и 13 юни          | Maček v žaklju („Котка в клетка“)                                     | „Беле вране“                | на публиката                       | Зала „Тиволи“                             |
| 8-о                                                                 | 1969   | 12 и 13 юни          | Neizpeta melodija („Неизпята мелодия“)                                | Лидия Кодрич                | на публиката                       | Зала „Тиволи“                             |
| 9-о                                                                 | 1970   | 11, 12 и 13 юни      | Solza, ki je ne prodam („Сълзата, която няма да продам“)              | Едвин Флисер                | на журито                          | Зала „Тиволи“                             |
| 9-о                                                                 | 1970   | 11, 12 и 13 юни      | Mini-maxi („Мини-макси“)                                              | „Беле вране“                | на публиката                       | Зала „Тиволи“                             |
| 10-о                                                                | 1971   | 10, 11 и 12 юни      | Včeraj, danes, jutri („Вчера, днес утре“)                             | Елда Вилер                  | на журито                          | Зала „Тиволи“                             |
| 10-о                                                                | 1971   | 10, 11 и 12 юни      | Trideset let („Трийсет години“)                                       | Ото Пестнър                 | на публиката                       | Зала „Тиволи“                             |
| 11-о                                                                | 1972   | 1, 2 и 3 юни         | Med iskrenimi ljudmi („Сред искрени хора“)                            | Майда Сепе                  | на журито                          | Зала „Тиволи“                             |
| 12-о                                                                | 1973   | 7, 8 и 9 юни         | Leti, leti, lastovka („Лети, лети, лястовице“)                        | Едвин Флисер                | на публиката                       | Зала „Тиволи“                             |
| 13-о                                                                | 1974   | 6, 7 и 8 юни         | Uspavanka za mrtve vagabunde („Приспивна песен за мъртвите скитници“) | Майда Сепе                  | на публиката                       | Зала „Тиволи“                             |
| 14-о                                                                | 1975   | 4, 5 и 6 юни         | Mi smo taki („Ние сме такива“)                                        | Маряна Държай и Брацо Корен | на публиката                       | Зала „Тиволи“                             |
| 15-о                                                                | 1976   | 4 и 5 юни            | Samo nasmeh je bolj grenak („Само усмивката е по-горчива“)            | Дитка Хаберл                | на международното жури и публиката | Зала „Тиволи“                             |
| 16-о                                                                | 1977   | 22, 23, 24 и 25 юни  | Vrača se pomlad („Връща се лятото“)                                   | Ото Пестнър                 | на международното жури и публиката | Зала „Головец“, Цел                       |
| 17-о                                                                | 1978   | 5, 6 и 7 октомври    | Jamajka („Ямайка“)                                                    | Томаж Домицел               | на международното жури             | Зала „Головец“, Цел                       |
| 17-о                                                                | 1978   | 5, 6 и 7 октомври    | Moje orglice („Моят орган“)                                           | Янко Ропрет                 | на публиката                       | Зала „Головец“, Цел                       |
| 18-о                                                                | 1979   | 18, 19 и 20 октомври | Avtomat („Автомат“)                                                   | Томаж Домицел               | на публиката                       | Зала „Тиволи“                             |
| 19-о                                                                | 1980   | 2, 3 и 4 октомври    | Dan neskončnih sanj („Ден на безкрайните мечти“)                      | Владо Креслин               | на международното жури             | Зала „Линхарт“ в „Цанкарев дом“           |
| 20-о                                                                | 1981   | 5 и 6 юни            | Prijateljstvo („Приятелство“)                                         | Иво Мойзър и „Пепел ин кри“ | на журито                          | Зала „Линхарт“ в „Цанкарев дом“           |
| 21-во                                                               | 1982   | 4 и 5 юни            | Še pomahal ni z roko („Все още не е помахал с ръка“)                  | Марян Смоде                 | на публиката                       | Зала „Линхарт“ в „Цанкарев дом“           |
| 22-ро                                                               | 1983   | 3 и 4 юни            | Tri dečve („Три момичета“)                                            | „Ф+“                        | на публиката                       | Рицарска зала, Крижанке                   |
| От 1984 до 1997 г. фестивалът не се състои.                         |        |                      |                                                                       |                             |                                    |                                           |
| 23-то                                                               | 1998   | 20 юни               | Za prijatelje („За приятелите“)                                       | Андрей Шифрер               | на журито и публиката              | Люблянски замък                           |
| 24-то                                                               | 1999   | 19 юни               | Vzemi me, veter („Вземи ме, ветре“)                                   | Нуша Деренда                | на журито                          | Люблянски замък                           |
| 24-то                                                               | 1999   | 19 юни               | Naj pada zdaj dež („Нека вали сега дъжд“)                             | „Фокси Тийнс“               | на публиката                       | Люблянски замък                           |
| 25-о                                                                | 2000   | 10 юни               | Moje ime („Моето име“)                                                | Регина                      | на журито                          | Люблянски замък                           |
| 25-о                                                                | 2000   | 10 юни               | Glas srca („Гласът на сърцето“)                                       | „Дъ Туинс“                  | на публиката                       | Люблянски замък                           |
| 26-о                                                                | 2001   | 7 юли                | Letim („Летя“)                                                        | „Катринас“                  | на журито                          | Люблянски замък                           |
| 26-о                                                                | 2001   | 7 юли                | Prva ljubezen („Първа любов“)                                         | „Фокси Тийнс“               | на публиката                       | Люблянски замък                           |
| 27-о                                                                | 2002   | 6 юли                | Tisoč („Хиляда“)                                                      | Ядранка Юрас                | на журито                          | Люблянски замък                           |
| 27-о                                                                | 2002   | 6 юли                | Pesek v oči („Пясък в очите“)                                         | Нуша Деренда                | на публиката                       | Люблянски замък                           |
| 28-о                                                                | 2003   | 5 юли                | Zelen žafran („Зелен шафран“)                                         | „Катринас“                  | на журито                          | Крижанке                                  |
| 28-о                                                                | 2003   | 5 юли                | Na pol poti („На половината път“)                                     | Наталия Верботън            | на публиката                       | Крижанке                                  |
| 29-о                                                                | 2004   | 5 септември          | Samo („Само“)                                                         | Иления Зобец                | на журито                          | Крижанке                                  |
| 29-о                                                                | 2004   | 5 септември          | Na vrh sveta („На върха на света“)                                    | „ДеЖур“                     | на публиката                       | Крижанке                                  |
| 30-о                                                                | 2005   | 4 септември          | Ne razumem („Не разбирам“)                                            | Иления Зобец                | на журито                          | Крижанке                                  |
| 30-о                                                                | 2005   | 4 септември          | Če je to slovo („Ако това е сбогуване“)                               | „Юхубанда“ и Катя Корен     | на публиката                       | Крижанке                                  |
| 31-во                                                               | 2006   | 3 септември          | Belo nebo („Бяло небе“)                                               | Аника Хорват                | на журито                          | Крижанке                                  |
| 32-ро                                                               | 2007   | 9 септември          | Naravne sile („Природни сили“)                                        | Дамяна Голавшек             | на журито                          | Зала „Галус“ в „Цанкарев дом“             |
| 32-ро                                                               | 2007   | 9 септември          | Pomlad v mestu („Лято в града“)                                       | Ева Черне                   | на публиката                       | Зала „Галус“ в „Цанкарев дом“             |
| 33-то                                                               | 2008   | 13 септември         | Šopek maka („Букет от макове“)                                        | Анжей Дежан                 | на журито                          | Крижанке                                  |
| 33-то                                                               | 2008   | 13 септември         | Ko te ni („Когато те няма“)                                           | Марко Возел                 | на публиката                       | Крижанке                                  |
| 34-то                                                               | 2009   | 6 септември          | Samo ti („Само ти“)                                                   | Аника Хорват                | на журито                          | Студио 1 на РТВ Словения                  |
| 34-то                                                               | 2009   | 6 септември          | Tisti nekdo („Онзи някой“)                                            | „Прифарски музиканти“       | на публиката                       | Студио 1 на РТВ Словения                  |
| 35-о                                                                | 2010   | 19 септември         | Otok ljubezni („Островът на любовта“)                                 | Дария Швайгър               | на журито                          | Студио 1 на РТВ Словения                  |
| 35-о                                                                | 2010   | 19 септември         | Nova pomlad („Нова пролет“)                                           | Катя Фашинк и Рок Ференгя   | на публиката                       | Студио 1 на РТВ Словения                  |
| 36-о                                                                | 2011   | 18 септември         | Naj traja („Нека продължи“)                                           | Руди Бучар                  | на журито                          | Студио 1 на РТВ Словения                  |
| 36-о                                                                | 2011   | 18 септември         | Tukaj si („Тук си“)                                                   | Марко Возел                 | на публиката                       | Студио 1 на РТВ Словения                  |
| 37-о                                                                | 2012   | 15 септември         | Ti prihajaš („Ти идваш“)                                              | Матеуж Шалехар – Хамо       | на журито                          | Люблянска опера                           |
| 37-о                                                                | 2012   | 15 септември         | Naj nama sodi le nebo („Нека само небето ни съди“)                    | Нуша Деренда и Марко Возел  | на публиката                       | Люблянска опера                           |
| 38-о                                                                | 2013   | 29 септември         | Po čem diši ta dan („На какво ухае този ден“)                         | Андраж Хрибар               | на журито                          | Студио 1 на РТВ Словения                  |
| 38-о                                                                | 2013   | 29 септември         | Vrti se v ritmu („Върти се в ритъм“)                                  | Ева Черне                   | на публиката                       | Студио 1 на РТВ Словения                  |
| 39-о                                                                | 2014   | 13 септември         | Ti („Ти“)                                                             | Руди Бучар                  | на журито                          | Крижанке                                  |
| 39-о                                                                | 2014   | 13 септември         | Sončen dan („Слънчев ден“)                                            | Дария Швайгър               | на публиката                       | Крижанке                                  |
| През 2015 г. фестивалът не се състои.                               |        |                      |                                                                       |                             |                                    |                                           |
| 40-о                                                                | 2016   | 20 февруари          | Kaj je to življenje („Какво е този живот“)                            | Ева Бото                    |                                    | Студио 1 на РТВ Словения                  |
| 41-во                                                               | 2017   | 15 април             | Tak dan („Такъв ден“)                                                 | Нушка Драшчек               | Икономически изложбен център       |                                           |
| 42-ро                                                               | 2018   | 23 септември         | Če pomlad nikoli več ne pride („Ако пролетта никога повече не дойде“) | Алекс Воласко               | Студио 1 на РТВ Словения           |                                           |
| 43-то                                                               | 2019   | 15 септември         | Šesti čut („Шесто чувство“)                                           | Ева Хрен                    | Студио 1 на РТВ Словения           |                                           |
| През 2020 г. фестивалът не се състои поради пандемията от COVID-19. |        |                      |                                                                       |                             |                                    |                                           |
| 44-то                                                               | 2021   | 11 септември         | Volkovi („Вълци“)                                                     | Рейвън                      |                                    | Студио 1 на РТВ Словения                  |
| 45-о                                                                | 2022   | 29 октомври          | Nove slike („Нови снимки“)                                            | Мия Гучек                   |                                    | Студио 1 на РТВ Словения                  |
| 46-о                                                                | 2023   | 9 септември          | Med nama („Между нас“)                                                | Нино Ошлак                  |                                    | Студио 1 на РТВ Словения                  |